# Обский городок
Обский городок (также Мансуровский городок, Русский городок, Русваш) — первое русское укреплённое поселение в Сибири, основанное в 1585 году воеводой Иваном Мансуровым, посланным на помощь Ермаку Тимофеевичу. Обский городок находился на правом берегу Оби напротив устья Иртыша. Он был основан на год раньше Тюмени (1586) и на два года раньше Тобольска (1587), однако просуществовал лишь до 1594 года.
Построив Обский городок как укреплённое зимовье, Мансуров, не обнаруживший ушедших на Русь казаков Ермака, обосновался в нём со своим отрядом из 700 стрельцов. В течение зимы к городку подступали многочисленные остяки (ханты), однако стрельцы отбивали их от крепости. Согласно легенде, русские из пушки раздробили дерево, под которым остяки поставили принесённого с собой идола, что заставило последних в ужасе бежать и через некоторое время вернуться с ясаком и запросить мира.
По данным Герхарда Фридриха Миллера, Обский городок находился у подножия Белой горы напротив устья Берёзовской протоки Иртыша. Это место у посёлка Кирпичный Ханты-Мансийского района ХМАО. Восточнее от него находился старинный остяцкий городок Гуланг-ваш.
Весной или в начале лета 1586 года Мансуров со своим отрядом покинул Обский городок и отправился на Русь северным путём, спустившись по Оби. Однако опустевший Обский городок ещё до 1594 года использовался так называемыми «годовальщиками», присылаемыми для удержания в повиновении остяков и сбора ясака.
В 1594 году после основания Сургута выше по течению Оби Обский городок было велено сжечь.
Археологический памятник впервые обнаружен и исследован экспедицией А. В. Ермоленко УрГУ в 2003 году.